# 田江街道
田江乡，是中华人民共和国湖南省邵陽市北塔区下辖的一个乡镇级行政单位。

## 行政区划
田江乡下辖以下地区：
高撑村、柘木村、枫江村、匡家村、邓家村、田江村、谷洲村、苗儿村、响水村和农科站村。